# Cave canem (Gérôme)
Cave canem (Cave canem, prisonnier de guerre à Rome) è un dipinto a olio su tela del pittore francese Jean-Léon Gérôme, realizzato nel 1881. Il quadro oggi è conservato al museo Georges-Garret di Vesoul, in Francia.

## Descrizione
Gérôme, che era un esponente dell'accademismo, era interessato ai temi antichi e classici e realizzò molti quadri ambientati nell'antica Roma. Il dipinto raffigura uno schiavo incatenato ad una "cuccia" situata accanto all'accesso di un luogo pubblico (forse un foro). Lo schiavo è coperto solamente da uno straccio e tiene in mano un pezzo di pane, mentre accanto a lui sono presenti una bacinella e degli ortaggi. Sopra la "cuccia" è presente la scritta CAVE CANEM, che dà il titolo all'opera: Cave canem in latino significa "attenzione al cane" ed è un'espressione presente in una celebre casa di Pompei, scoperta nella prima metà dell'Ottocento. La firma dell'artista si trova su uno dei gradini dell'entrata del luogo pubblico.
Il dipinto ha un senso enigmatico, perché può essere la raffigurazione di un prigioniero di guerra, trattato come un cane, come può essere una sorta di avvertimento sul fatto che le rivolte avvengono nei luoghi di oppressione. Per raffigurare questo soggetto Gérôme si ispirò ad un passo del romanzo Salambò di Gustave Flaubert, nel quale viene descritto un uomo incatenato a un muro.
Nel 1884 Gérôme riprese il tema della schiavitù nell'antica Roma nei dipinti Vendita di una schiava romana, conservato nell'Ermitage di San Pietroburgo, e Il mercato romano degli schiavi, conservato nel Walters Art Museum di Baltimora.